# Municipio de Kellogg (Iowa)
El municipio de Kellogg (en inglés: Kellogg Township) es un municipio ubicado en el condado de Jasper en el estado estadounidense de Iowa. En el año 2010 tenía una población de 1114 habitantes y una densidad poblacional de 11,43 personas por km².

## Geografía
El municipio de Kellogg se encuentra ubicado en las coordenadas 41°43′50″N 92°56′13″O / 41.73056, -92.93694. Según la Oficina del Censo de los Estados Unidos, el municipio tiene una superficie total de 97.44 km², de la cual 97,34 km² corresponden a tierra firme y (0,1 %) 0,1 km² es agua.

## Demografía
Según el censo de 2010, había 1114 personas residiendo en el municipio de Kellogg. La densidad de población era de 11,43 hab./km². De los 1114 habitantes, el municipio de Kellogg estaba compuesto por el 98,56 % blancos, el 0,09 % eran afroamericanos, el 0,27 % eran amerindios, el 0,36 % eran asiáticos, el 0,45 % eran de otras razas y el 0,27 % eran de una mezcla de razas. Del total de la población el 1,35 % eran hispanos o latinos de cualquier raza.